# Tenir salon
Tenir salon est une émission de télévision documentaire québécoise explorant la culture des salons de coiffure montréalais diffusée depuis le 10 novembre 2020 sur les ondes de TV5 Québec Canada. Elle est animée par Sophie Fouron.

## Synopsis
Cette émission amène le spectateur à la rencontre de coiffeuses, coiffeurs et barbiers de la métropole québécoise, Montréal. Tous issus de communautés culturelles différentes, ceux-ci ont un regard unique sur leur métier, leur culture, mais aussi sur leur relation avec leurs clients. L'endroit même du salon de coiffure appelant à la confidence, l'animatrice Sophie Fouron échange avec les coiffeurs et les clients évoquant tantôt leurs parcours d'immigration, leurs ambitions, leurs succès, mais aussi des thèmes plus larges comme l'amitié, l'amour et la famille. Il y est aussi souvent question des divergences générationnelles entre la première et la deuxième génération d'immigrants dans certaines communautés. Au fil des épisodes, on découvre des gens qui sont d'excellents ambassadeurs de leurs quartiers et de leurs communautés.

## Anecdotes
L'idée de la série a germé dans la tête de l'animatrice lorsqu'elle se faisait coiffer lors d'un tournage de la série Ports d'attache à Glasgow, en Écosse. En discutant avec son coiffeur d'origine sénégalaise, elle a découvert tout un monde et une histoire liée à ces lieux d'échange que sont les salons de coiffure.
Lors du tournage du générique de l'émission, l'un des coiffeurs, Césare, qui devait fermer son salon de coiffure car il partait à la retraite et qu'il n'avait pas trouvé de relève, a rencontré le jeune barbier Borey. Celui-ci coiffait chez lui, mais avait le désir d'ouvrir un salon à l'extérieur de sa maison. Heureux hasard, les deux hommes se sont très bien entendus et après quelques discussions Borey a décidé de reprendre le salon de Césare et d'ainsi permettre au salon Figaro de rester en opération après près de 60 ans d'existence.